# Гильгамеш (аниме)
«Гильгамеш» (яп. ギルガメッシュ Гиругамэссю) — японская манга Сётаро Исиномори. Выпускалась в журнале Weekly Shōnen King издательства Shonen Gahosha с 1976 по 1978 года. Аниме-сериал на её основе был создан студией Group TAC в 2003 году, хотя в нём используются схожие темы, сериал сильно отличается от оригинальной манги.

## Сюжет

### Сюжет манги
Тысячелетия назад человечеством правили прибывшие на Землю инопланетяне. Их почитали как богов. Но однажды планета была атакована другой инопланетной расой — демонами — и боги были повержены. Некоторые из выживших были спрятаны по всему миру, тогда как демоны подчинили себе человечество.
В 197X году Тацуя и Киёко прибывают в лабораторию своего дяди, где встречают 10 клонов-гильгамешей, созданных для борьбы против демонов. Лаборатория оказывается под атакой и только Энкиду успевает спасти Тацую. Тацуя и гильгамеши оказываются потомками расы богов, способными использовать сверхъестественные силы. Им надо объединиться с теми, кто также обладают такой силой, чтобы противостоять демонам.

### Сюжет аниме
Юный гений и учёный Тэрумити Мадока, следуя за энергией, известной как «динамис», находит в Уруке гробницу Гильгамеша, героя шумерского эпоса. Все лучшие учёные планеты собираются для её исследования. В бездне Дельфиса, окружающей гробницу, появляется неизвестная форма жизни, получившая название Теар. Мадока решается спуститься в бездну и встретиться с Теар, что оборачивается мощным взрывом, покрывшим небо новым «зеркальным» слоем, после которого перестают работать компьютеры и беспроводная связь. Этот инцидент начинают считать террористической атакой, и он становится известен как «Twin X». Он приводит к началу войн и голода на планете и гибели большей части человечества. На месте взрыва в живых остались только сам Мадока и женщина, представленная как графиня Верденберг. Мадока скрывается, беря с собой десять тестовых эмбрионов, заражённых Теар. Позже они станут известны как «Гильгамеш». Графиня Верденберг же возглавляет команду из трех орга-супериор детей, противостоящих Гильгамешам. Мадока планирует устроить «очищающий потоп», который уничтожит человечество, ради того, чтобы заменить людей на более могущественное и лучшее человечество. Позже к борьбе присоединяется компания под названием Mitleid Corporation. Сын её главы — Хаято Казмацури — хардкорный военный наемник, поставившей себе целью уничтожение «Гильгамеша», в то же время не ладящий и с графиней, скрывающей правду от детей о Twin X.
История начинается с того, что Тацуя и Киёко Мадока бегут от якудзы из-за долгов их умершей матери. Для достижения своей цели Энкиду нужна их помощь, помощь двух его детей, которую они не хотят ему предоставлять, считая террористом. Сюжет строится на постоянных стычках между четырьми группами: Тацуей и Киёко, пытающимся разобраться, кому верить; гильгамешами, желающими создать лучший мир; графиней и орга-супериор, пытающихся остановить гильгамешей, по их мнению, пытающихся уничтожить человечество; и Mitleid Corporation, намеревающейся рассказать двум героям правду.
В конце графиня узнает, что её сердце и было Теар, а эмбрионы оказались заражены из-за её ненависти и зависти к жене Тэрумити. В последней битве погибают практически все — гильгамеши, Тацуя, Киёко, Хаято, орга-супериор, после чего графиня сдаётся, позволяя Теар начать «очищающий потоп». В последней сцене Теар уничтожает человечество и даёт рождение новому миру, но «новый» человек реагирует с жестокостью и убивает Теар.

## Медиа

### Манга
Манга была нарисована Сётаро Исиномори и состоит из 6 томов. Манга издавалась в Японии с 1976 по 1978 года в журнале Weekly Shōnen King издательства Shonen Gahosha с 1976 по 1978 года. Она использует в своей основе эпос о Гильгамеше, но не пересказывает его, а скорее делает постоянные отсылки.

### Аниме
В 2003 году студии Group TAC и Japan Vistec создали 26-серийное аниме на основе манги. Режиссёром аниме являлся Масахико Мурата. Серии транслировались со 2 октября 2003 по 18 марта 2004 года на каналах Kansai TV и TV Shinhiroshima в Японии. Музыку к аниме написал Каору Вада.
| Роль               | Сэйю             |
| ------------------ | ---------------- |
| Киёко Мадока       | Накамура, Тиэ    |
| Тацуя Мадока       | Дайсукэ Намикава |
| Графиня Верденберг | Мицуки Сайга     |
| Новем              | Сигэру Сибуя     |
| Исаму Фудзисаки    | Кэнтаро Ито      |

На русский язык аниме было переведено и выпущено на DVD компанией MC Entertainment.

## Критика
Манга смешивает древний эпос и историю про НЛО в духе Nazca.
Аниме выделяется необычным «готическим» стилем, а его сюжет — скрытой в нём тайной. Развитие сюжета происходит медленно и довольно меланхолично.
И манга, и аниме используют отсылки к оригинальному эпосу и в них наблюдаются интересные связи с ним, но это самостоятельные произведения.